# Win or Lose (singel Mobb Deep)
Win or Lose – trzeci i ostatni singiel promujący album pt Amerikaz Nightmare, amerykańskiego duetu Mobb Deep.

## Lista utworów
Side A
1. "Win or Lose" (Clean Version)
2. "Win or Lose" (Instrumental)

Side B
1. "Win or Lose" (Dirty Version)